# ناسكو سيراكوف
ناسكو بيتكوف سيراكوف (بالبلغارية: Наско Петков Сираков)‏ ولد في 26 أبريل 1962: لاعب كرة قدم بلغاري سابق كان يلعب بشكل أساسي كمهاجم.
كان ضمن تشكلية المنتخب البلغاري في كأس العالم لكرة القدم 1994 عنما احتل المركز الرابع وكان ضمن تشكلية نفس المنتخب في كأس العالم لكرة القدم 1986. وكان واحدا من لاعبي كرة القدم الأكثر أهمية في البلاد في 1980s / 1990s، كونه أسطورة في ليفسكي صوفيا، حيث فاز مع النادي باربع بطولات مختلفة.
بعد ان حطم حاجز ال 200 هدف كلاعب محترف، توج بلقب الهداف في دوري الدرجة الاولى في بلغاريا أربع مرات. عمل سيراكوف أيضا مع نادي ليفسكي صوفيا في تطويرات القدرات الشبابية الجديدة للنادي.

## وصلات خارجية
- Bulgarian Sport Catalog profile (بالبلغارية)
- ناسكو سيراكوف على موقع الاتحاد الدولي (مؤرشف)  (الإنجليزية)
- ناسكو سيراكوف على موقع الاتحاد الأوربي (الإنجليزية)
- ناسكو سيراكوف على موقع قاعدة بيانات كرة القدم.إي يو (الإنجليزية)
- ناسكو سيراكوف على موقع ناشيونال فوتبول تيمز (الإنجليزية)
- BDFutbol profile